# VI Copa Brasil
La VI Copa Brasil (in italiano VI Coppa Brasile) è stata la 10ª edizione del massimo campionato brasiliano di calcio.

## Formula
Primo turno: 40 squadre divise in 4 gruppi di 10 club ciascuno. Ogni squadra affronta una volta tutte le componenti del proprio gruppo e si qualificano al secondo turno le migliori 7 di ogni raggruppamento.
Secondo turno: alle 28 squadre qualificate nel turno precedenti si aggiungono le 4 prime classificate nel primo turno della Taça de Prata. Le 32 squadre vengono divise in 8 gruppi di 4 squadre ciascuno, che affrontano in partite di andata e ritorno tutte le componenti del proprio girone. Si qualificano al terzo turno le migliori 2 di ogni raggruppamento.
Terzo turno: 4 gruppi di 4 squadre ciascuno, che affrontano una volta tutte le componenti del proprio girone. Si qualificano alla fase finale le prime classificate di ogni raggruppamento.
Semifinali e finale: gare a eliminazione diretta in partita di andata e ritorno.

## Partecipanti
| Squadra          | Città                 | Stato               |
| ---------------- | --------------------- | ------------------- |
| América-RN       | Natal                 | Rio Grande do Norte |
| America-RJ       | Rio de Janeiro        | Rio de Janeiro      |
| América-SP       | São José do Rio Preto | San Paolo           |
| Americano        | Campos                | Rio de Janeiro      |
| Atl. Goianiense  | Goiânia               | Goiás               |
| Atlético Mineiro | Belo Horizonte        | Minas Gerais        |
| Bahia            | Salvador              | Bahia               |
| Bangu            | Rio de Janeiro        | Rio de Janeiro      |
| Botafogo         | Rio de Janeiro        | Rio de Janeiro      |
| Botafogo-PB      | João Pessoa           | Paraíba             |
| Ceará            | Fortaleza             | Ceará               |
| Colorado         | Curitiba              | Paraná              |
| Corinthians      | San Paolo             | San Paolo           |
| Coritiba         | Curitiba              | Paraná              |
| CRB              | Maceió                | Alagoas             |
| Cruzeiro         | Belo Horizonte        | Minas Gerais        |
| Desportiva       | Cariacica             | Espírito Santo      |
| Ferroviário-CE   | Fortaleza             | Ceará               |
| Flamengo         | Rio de Janeiro        | Rio de Janeiro      |
| Flamengo-PI      | Teresina              | Piauí               |
| Fluminense       | Rio de Janeiro        | Rio de Janeiro      |
| Gama             | Brasilia              | Distretto Federale  |
| Grêmio           | Porto Alegre          | Rio Grande do Sul   |
| Guarani          | Campinas              | San Paolo           |
| Internacional    | Porto Alegre          | Rio Grande do Sul   |
| Itabaiana        | Itabaiana             | Sergipe             |
| Joinville        | Joinville             | Santa Catarina      |
| Maranhão         | São Luís              | Maranhão            |
| Mixto            | Cuiabá                | Mato Grosso         |
| Nacional-AM      | Manaus                | Amazonas            |
| Náutico          | Recife                | Pernambuco          |
| Operário-MS      | Campo Grande          | Mato Grosso do Sul  |
| Palmeiras        | San Paolo             | San Paolo           |
| Ponte Preta      | Campinas              | San Paolo           |
| Portuguesa       | San Paolo             | San Paolo           |
| Remo             | Belém                 | Pará                |
| San Paolo        | San Paolo             | San Paolo           |
| San Paolo-RS     | Rio Grande            | Rio Grande do Sul   |
| Santa Cruz       | Recife                | Pernambuco          |
| Santos           | Santos                | San Paolo           |
| Sport Recife     | Recife                | Pernambuco          |
| Vasco da Gama    | Rio de Janeiro        | Rio de Janeiro      |
| Vila Nova        | Goiânia               | Goiás               |
| Vitória          | Salvador              | Bahia               |

## Primo turno

### Gruppo A

#### Risultati
| Casa/Trasferta | BAH | BOT | COL | CRN | CRB | CRU | JOI | OP-MS | POR | REM |
| -------------- | --- | --- | --- | --- | --- | --- | --- | ----- | --- | --- |
| Bahia          |     | 3-2 |     | 2-3 | 1-0 | 3-0 | 0-0 |       |     |     |
| Botafogo       |     |     | 2-0 |     | 3-1 |     | 0-0 | 1-1   | 4-0 |     |
| Colorado       | 1-0 |     |     |     | 2-0 |     |     | 2-0   |     | 1-0 |
| Corinthians    |     | 2-0 | 4-1 |     |     | 3-1 | 3-2 |       | 0-0 |     |
| CRB            |     |     |     | 1-2 |     |     | 2-0 | 1-3   | 4-1 |     |
| Cruzeiro       |     | 2-1 | 0-0 |     | 0-0 |     | 2-1 |       |     | 0-0 |
| Joinville      |     |     | 1-1 |     |     |     |     | 4-0   | 4-1 | 3-0 |
| Operário-MS    | 1-0 |     |     | 0-1 |     | 1-1 |     |       | 2-1 | 0-1 |
| Portuguesa     | 1-0 |     | 3-1 |     |     | 0-3 |     |       |     | 0-1 |
| Remo           | 1-1 | 1-3 |     | 1-0 | 1-0 |     |     |       |     |     |

#### Classifica
| Pos. | Squadra     | Pt | G | V | N | P | GF | GS | DR  |
| ---- | ----------- | -- | - | - | - | - | -- | -- | --- |
| 1    | Corinthians | 15 | 9 | 7 | 1 | 1 | 18 | 8  | +10 |
| 2    | Botafogo    | 10 | 9 | 4 | 2 | 3 | 16 | 10 | +6  |
| 3    | Colorado    | 10 | 9 | 4 | 2 | 3 | 9  | 10 | -1  |
| 4    | Remo        | 10 | 9 | 4 | 2 | 3 | 6  | 8  | -2  |
| 5    | Cruzeiro    | 10 | 9 | 3 | 4 | 2 | 9  | 9  | 0   |
| 6    | Joinville   | 9  | 9 | 3 | 3 | 3 | 15 | 9  | +6  |
| 7    | Bahia       | 8  | 9 | 3 | 2 | 4 | 10 | 9  | +1  |
| 8    | Operário-MS | 8  | 9 | 3 | 2 | 4 | 8  | 12 | -4  |
| 9    | CRB         | 5  | 9 | 2 | 1 | 6 | 9  | 13 | -4  |
| 10   | Portuguesa  | 5  | 9 | 2 | 1 | 6 | 7  | 19 | -12 |

#### Verdetti
- Corinthians, Botafogo, Colorado, Remo, Cruzeiro, Joinville e Bahia qualificati al secondo turno.

### Gruppo B

#### Risultati
| Casa/Trasferta | AM-RN | AT-MG | CEA | DES | FL-PI | FLU | GUA | PAL | VIL | VIT |
| -------------- | ----- | ----- | --- | --- | ----- | --- | --- | --- | --- | --- |
| América-RN     |       | 0-0   |     | 1-1 |       | 0-0 |     |     | 1-0 |     |
| Atlético-MG    |       |       |     |     | 2-0   |     | 2-0 | 2-0 | 3-1 |     |
| Ceará          | 1-1   | 2-1   |     | 0-0 | 2-1   |     |     |     |     |     |
| Desportiva     |       | 1-4   |     |     | 3-1   |     | 1-0 | 1-0 |     |     |
| Flamengo-PI    | 3-0   |       |     |     |       | 2-2 |     | 1-4 |     | 0-0 |
| Fluminense     |       | 2-3   | 4-2 | 3-1 |       |     |     | 0-0 | 4-0 |     |
| Guarani        | 1-1   |       | 1-0 |     | 3-0   | 1-2 |     |     |     | 2-0 |
| Palmeiras      | 4-1   |       | 3-1 |     |       |     | 0-0 |     | 4-0 | 1-1 |
| Vila Nova      |       |       | 0-0 | 1-0 | 2-1   |     | 1-1 |     |     | 0-1 |
| Vitória        |       |       | 0-5 | 4-2 |       | 1-1 |     |     |     |     |

#### Classifica
| Pos. | Squadra          | Pt | G | V | N | P | GF | GS | DR  |
| ---- | ---------------- | -- | - | - | - | - | -- | -- | --- |
| 1    | Atlético Mineiro | 15 | 9 | 7 | 1 | 1 | 22 | 7  | +15 |
| 2    | Fluminense       | 12 | 9 | 4 | 4 | 1 | 18 | 10 | +8  |
| 3    | Palmeiras        | 11 | 9 | 4 | 3 | 2 | 16 | 7  | +9  |
| 4    | Ceará            | 9  | 9 | 3 | 3 | 3 | 13 | 11 | +2  |
| 5    | Guarani          | 9  | 9 | 3 | 3 | 3 | 9  | 7  | +2  |
| 6    | Vitória          | 9  | 9 | 3 | 3 | 3 | 16 | 17 | -1  |
| 7    | Desportiva       | 8  | 9 | 3 | 2 | 4 | 10 | 14 | -4  |
| 8    | América-RN       | 7  | 9 | 1 | 5 | 3 | 6  | 18 | -12 |
| 9    | Vila Nova        | 6  | 9 | 2 | 2 | 5 | 5  | 15 | -10 |
| 10   | Flamengo-PI      | 4  | 9 | 1 | 2 | 6 | 9  | 18 | -9  |

#### Verdetti
- Atlético Mineiro, Fluminense, Palmeiras, Ceará, Guarani, Vitória e Desportiva qualificati al secondo turno.

### Gruppo C

#### Risultati
| Casa/Trasferta | BO-PB | FER | FLA | INT | ITA | MIX | NÁU | POP | SP-RS | SAN |
| -------------- | ----- | --- | --- | --- | --- | --- | --- | --- | ----- | --- |
| Botafogo-PB    |       |     |     | 2-1 | 2-1 | 2-0 |     |     |       | 0-3 |
| Ferroviário    | 1-1   |     |     |     | 2-1 | 1-2 |     |     | 1-0   | 1-1 |
| Flamengo       | 1-2   | 2-1 |     | 1-0 |     |     |     | 2-2 |       |     |
| Internacional  |       | 3-2 |     |     | 1-2 | 3-1 |     | 1-0 | 2-1   |     |
| Itabaiana      |       |     |     |     |     | 3-2 | 0-5 |     | 2-0   | 0-2 |
| Mixto          |       |     | 0-2 |     |     |     | 3-1 | 1-3 |       | 1-2 |
| Náutico        | 0-1   | 0-0 | 2-2 | 0-2 |     |     |     |     |       |     |
| Ponte Preta    |       | 0-0 |     |     | 3-1 |     | 1-2 |     | 4-0   |     |
| San Paolo-RS   | 3-2   |     | 0-0 |     |     | 1-1 | 1-1 |     |       |     |
| Santos         |       |     | 0-1 | 1-0 |     |     | 4-1 | 2-1 | 2-0   |     |

#### Classifica
| Pos. | Squadra        | Pt | G | V | N | P | GF | GS | DR  |
| ---- | -------------- | -- | - | - | - | - | -- | -- | --- |
| 1    | Santos         | 15 | 9 | 7 | 1 | 1 | 17 | 5  | +12 |
| 2    | Flamengo       | 13 | 9 | 5 | 3 | 1 | 16 | 7  | +9  |
| 3    | Botafogo-PB    | 11 | 9 | 5 | 1 | 3 | 14 | 16 | -2  |
| 4    | Internacional  | 10 | 9 | 5 | 0 | 4 | 13 | 10 | +3  |
| 5    | Ponte Preta    | 10 | 9 | 4 | 2 | 3 | 20 | 11 | +9  |
| 6    | Ferroviário-CE | 8  | 9 | 2 | 4 | 3 | 9  | 10 | -1  |
| 7    | Náutico        | 7  | 9 | 2 | 3 | 4 | 12 | 14 | -2  |
| 8    | Itabaiana      | 6  | 9 | 3 | 0 | 6 | 10 | 22 | -12 |
| 9    | Mixto          | 5  | 9 | 2 | 1 | 6 | 11 | 18 | -7  |
| 10   | San Paolo-RS   | 5  | 9 | 1 | 3 | 5 | 6  | 15 | -9  |

#### Verdetti
- Santos, Flamengo, Botafogo-PB, Internacional, Ponte Preta, Ferroviário e Náutico qualificati al secondo turno.

### Gruppo D

#### Risultati
| Casa/Trasferta | AM-RJ | AT-GO | CRT | GAM | GRÊ | MAR | NA-AM | SPA | SCR | VAS |
| -------------- | ----- | ----- | --- | --- | --- | --- | ----- | --- | --- | --- |
| América-RJ     |       | 1-1   |     | 0-0 | 2-4 |     | 4-0   |     |     |     |
| Atlético-GO    |       |       | 1-1 |     |     | 5-1 |       | 0-0 |     | 1-0 |
| Coritiba       | 1-0   |       |     | 2-1 | 2-2 | 2-0 | 3-0   |     |     |     |
| Gama           |       | 1-1   |     |     |     | 2-0 | 0-2   | 2-2 |     |     |
| Grêmio         |       | 0-1   |     | 5-1 |     |     |       | 0-0 | 0-0 | 3-1 |
| Maranhão       | 0-1   |       |     |     | 1-1 |     | 0-0   |     |     | 0-0 |
| Nacional-AM    |       | 0-0   |     |     | 0-3 |     |       | 2-2 | 0-2 |     |
| San Paolo      | 2-0   |       | 5-3 |     |     | 2-0 |       |     | 3-1 | 1-2 |
| Santa Cruz     | 2-1   | 3-1   | 2-1 | 1-1 |     | 1-1 |       |     |     |     |
| Vasco da Gama  | 1-0   |       | 0-1 | 5-1 |     |     | 1-0   |     | 2-0 |     |

#### Classifica
| Pos. | Squadra         | Pt | G | V | N | P | GF | GS | DR  |
| ---- | --------------- | -- | - | - | - | - | -- | -- | --- |
| 1    | Coritiba        | 12 | 9 | 5 | 2 | 2 | 16 | 11 | +5  |
| 2    | Grêmio          | 12 | 9 | 4 | 4 | 1 | 18 | 8  | +10 |
| 3    | San Paolo       | 12 | 9 | 4 | 4 | 1 | 17 | 10 | +7  |
| 4    | Vasco da Gama   | 11 | 9 | 5 | 1 | 3 | 12 | 7  | +5  |
| 5    | Santa Cruz      | 11 | 9 | 4 | 3 | 2 | 12 | 10 | +2  |
| 6    | Atl. Goianiense | 11 | 9 | 3 | 5 | 1 | 11 | 7  | +4  |
| 7    | America-RJ      | 6  | 9 | 2 | 2 | 5 | 9  | 11 | -2  |
| 8    | Gama            | 6  | 9 | 1 | 4 | 4 | 9  | 18 | -9  |
| 9    | Nacional-AM     | 5  | 9 | 1 | 3 | 5 | 4  | 15 | -11 |
| 10   | Maranhão        | 4  | 9 | 0 | 4 | 5 | 3  | 14 | -11 |

#### Verdetti
- Coritiba, Grêmio, San Paolo, Vasco da Gama, Santa Cruz, Atlético Goianiense e América-RJ qualificati al secondo turno.

## Secondo turno

### Gruppo E

#### Risultati
| 1ª giornata | 1ª giornata | 1ª giornata     | 1ª giornata     | 1ª giornata     |
| 6 apr. 1980 | 6 apr. 1980 | 3 e 4 mag. 1980 | 3 e 4 mag. 1980 | 3 e 4 mag. 1980 |
| ----------- | ----------- | --------------- | --------------- | --------------- |
| 1-0         | Vitória     | -               | Náutico         | 0-2             |
| 1-1         | Corinthians | -               | Vasco da Gama   | 2-5             |

| 2ª giornata      | 2ª giornata      | 2ª giornata      | 2ª giornata | 2ª giornata |
| 3 e 13 apr. 1980 | 3 e 13 apr. 1980 | 3 e 13 apr. 1980 | 7 mag. 1980 | 7 mag. 1980 |
| ---------------- | ---------------- | ---------------- | ----------- | ----------- |
| 2-0              | Vasco da Gama    | -                | Vitória     | 5-0         |
| 1-2              | Náutico          | -                | Corinthians | 0-3         |

| 3ª giornata      | 3ª giornata      | 3ª giornata      | 3ª giornata  | 3ª giornata  |
| 9 e 16 apr. 1980 | 9 e 16 apr. 1980 | 9 e 16 apr. 1980 | 21 apr. 1980 | 21 apr. 1980 |
| ---------------- | ---------------- | ---------------- | ------------ | ------------ |
| 2-2              | Vasco da Gama    | -                | Náutico      | 1-0          |
| 5-0              | Corinthians      | -                | Vitória      | 6-2          |

#### Classifica
| Pos. | Squadra       | Pt | G | V | N | P | GF | GS | DR  |
| ---- | ------------- | -- | - | - | - | - | -- | -- | --- |
| 1    | Vasco da Gama | 10 | 6 | 4 | 2 | 0 | 16 | 5  | +11 |
| 2    | Corinthians   | 9  | 6 | 4 | 1 | 1 | 19 | 9  | +10 |
| 3    | Náutico       | 3  | 6 | 1 | 1 | 4 | 5  | 9  | -4  |
| 4    | Vitória       | 2  | 6 | 1 | 0 | 5 | 3  | 10 | -17 |

#### Verdetti
- Vasco da Gama e Corinthians qualificati al terzo turno.

### Gruppo F

#### Risultati
| 1ª giornata | 1ª giornata | 1ª giornata       | 1ª giornata       | 1ª giornata       |
| 6 apr. 1980 | 6 apr. 1980 | 20 e 21 apr. 1980 | 20 e 21 apr. 1980 | 20 e 21 apr. 1980 |
| ----------- | ----------- | ----------------- | ----------------- | ----------------- |
| 3-3         | Botafogo    | -                 | San Paolo         | 0-3               |
| 0-1         | Americano   | -                 | Ceará             | 0-0               |

| 2ª giornata  | 2ª giornata  | 2ª giornata | 2ª giornata | 2ª giornata |
| 13 apr. 1980 | 13 apr. 1980 |             | 4 mag. 1980 | 4 mag. 1980 |
| ------------ | ------------ | ----------- | ----------- | ----------- |
| 0-0          | Americano    | -           | San Paolo   | 1-4         |
| 1-3          | Ceará        | -           | Botafogo    | 1-3         |

| 3ª giornata  | 3ª giornata  | 3ª giornata | 3ª giornata  | 3ª giornata  |
| 17 apr. 1980 | 17 apr. 1980 |             | 27 apr. 1980 | 27 apr. 1980 |
| ------------ | ------------ | ----------- | ------------ | ------------ |
| 2-1          | San Paolo    | -           | Ceará        | 3-3          |
| 2-0          | Botafogo     | -           | Americano    | 0-1          |

#### Classifica
| Pos. | Squadra   | Pt | G | V | N | P | GF | GS | DR |
| ---- | --------- | -- | - | - | - | - | -- | -- | -- |
| 1    | San Paolo | 9  | 6 | 3 | 3 | 0 | 15 | 8  | +7 |
| 2    | Botafogo  | 7  | 6 | 3 | 1 | 2 | 11 | 9  | +2 |
| 3    | Ceará     | 4  | 6 | 1 | 2 | 3 | 7  | 11 | -4 |
| 4    | Americano | 4  | 6 | 1 | 2 | 3 | 2  | 7  | -5 |

#### Verdetti
- San Paolo e Botafogo qualificati al terzo turno.

### Gruppo G

#### Risultati
| 1ª giornata | 1ª giornata   | 1ª giornata | 1ª giornata | 1ª giornata |
| 6 apr. 1980 | 6 apr. 1980   |             | 4 mag. 1980 | 4 mag. 1980 |
| ----------- | ------------- | ----------- | ----------- | ----------- |
| 0-2         | Atlético-GO   | -           | Atlético-MG | 1-3         |
| 5-0         | Internacional | -           | Bahia       | 3-1         |

| 2ª giornata      | 2ª giornata      | 2ª giornata | 2ª giornata       | 2ª giornata       |
| 9 e 13 apr. 1980 | 9 e 13 apr. 1980 |             | 23 e 27 apr. 1980 | 23 e 27 apr. 1980 |
| ---------------- | ---------------- | ----------- | ----------------- | ----------------- |
| 1-2              | Atlético-MG      | -           | Internacional     | 3-1               |
| 2-1              | Bahia            | -           | Atlético-GO       | 1-2               |

| 3ª giornata      | 3ª giornata      | 3ª giornata      | 3ª giornata   | 3ª giornata |
| 3 e 20 apr. 1980 | 3 e 20 apr. 1980 | 3 e 20 apr. 1980 | 7 mag. 1980   | 7 mag. 1980 |
| ---------------- | ---------------- | ---------------- | ------------- | ----------- |
| 1-4              | Atlético-GO      | -                | Internacional | 0-4         |
| 0-1              | Bahia            | -                | Atlético-MG   | 1-5         |

#### Classifica
| Pos. | Squadra          | Pt | G | V | N | P | GF | GS | DR  |
| ---- | ---------------- | -- | - | - | - | - | -- | -- | --- |
| 1    | Internacional    | 10 | 6 | 5 | 0 | 1 | 19 | 6  | +13 |
| 2    | Atlético Mineiro | 10 | 6 | 5 | 0 | 1 | 15 | 5  | +10 |
| 3    | Atl. Goianiense  | 2  | 6 | 1 | 0 | 5 | 5  | 16 | -11 |
| 4    | Bahia            | 2  | 6 | 1 | 0 | 5 | 5  | 17 | -12 |

#### Verdetti
- Internacional e Atlético Mineiro qualificati al terzo turno.

### Gruppo H

#### Risultati
| 1ª giornata     | 1ª giornata     | 1ª giornata     | 1ª giornata  | 1ª giornata  |
| 5 e 6 apr. 1980 | 5 e 6 apr. 1980 | 5 e 6 apr. 1980 | 27 apr. 1980 | 27 apr. 1980 |
| --------------- | --------------- | --------------- | ------------ | ------------ |
| 2-1             | Sport           | -               | Botafogo-PB  | 1-1          |
| 3-1             | Cruzeiro        | -               | Fluminense   | 0-0          |

| 2ª giornata       | 2ª giornata       | 2ª giornata       | 2ª giornata  | 2ª giornata  |
| 12 e 13 apr. 1980 | 12 e 13 apr. 1980 | 12 e 13 apr. 1980 | 20 apr. 1980 | 20 apr. 1980 |
| ----------------- | ----------------- | ----------------- | ------------ | ------------ |
| 2-1               | Fluminense        | -                 | Sport        | 1-1          |
| 0-3               | Botafogo-PB       | -                 | Cruzeiro     | 1-1          |

| 3ª giornata       | 3ª giornata       | 3ª giornata       | 3ª giornata | 3ª giornata |
| 16 e 17 apr. 1980 | 16 e 17 apr. 1980 | 16 e 17 apr. 1980 | 3 mag. 1980 | 3 mag. 1980 |
| ----------------- | ----------------- | ----------------- | ----------- | ----------- |
| 0-1               | Sport             | -                 | Cruzeiro    | 0-2         |
| 1-1               | Botafogo-PB       | -                 | Fluminense  | 0-4         |

#### Classifica
| Pos. | Squadra      | Pt | G | V | N | P | GF | GS | DR |
| ---- | ------------ | -- | - | - | - | - | -- | -- | -- |
| 1    | Cruzeiro     | 10 | 6 | 4 | 2 | 0 | 10 | 2  | +8 |
| 2    | Fluminense   | 7  | 6 | 2 | 3 | 1 | 9  | 6  | +3 |
| 3    | Sport Recife | 4  | 6 | 1 | 2 | 3 | 5  | 8  | -3 |
| 4    | Botafogo-PB  | 3  | 6 | 0 | 3 | 3 | 4  | 12 | -8 |

#### Verdetti
- Cruzeiro e Fluminense qualificati al terzo turno.

### Gruppo I

#### Risultati
| 1ª giornata     | 1ª giornata     | 1ª giornata     | 1ª giornata | 1ª giornata |
| 5 e 6 apr. 1980 | 5 e 6 apr. 1980 | 5 e 6 apr. 1980 | 4 mag. 1980 | 4 mag. 1980 |
| --------------- | --------------- | --------------- | ----------- | ----------- |
| 4-1             | Santos          | -               | Guarani     | 1-1         |
| 1-1             | Joinville       | -               | América-RJ  | 2-2         |

| 2ª giornata  | 2ª giornata  | 2ª giornata | 2ª giornata  | 2ª giornata  |
| 13 apr. 1980 | 13 apr. 1980 |             | 23 apr. 1980 | 23 apr. 1980 |
| ------------ | ------------ | ----------- | ------------ | ------------ |
| 2-0          | Guarani      | -           | Joinville    | 0-0          |
| 0-1          | Santos       | -           | América-RJ   | 2-0          |

| 3ª giornata  | 3ª giornata  | 3ª giornata | 3ª giornata  | 3ª giornata  |
| 20 apr. 1980 | 20 apr. 1980 |             | 27 apr. 1980 | 27 apr. 1980 |
| ------------ | ------------ | ----------- | ------------ | ------------ |
| 1-0          | América-RJ   | -           | Guarani      | 0-1          |
| 2-0          | Joinville    | -           | Santos       | 0-2          |

| \| Spareggio \| Spareggio \| Spareggio \| Spareggio \| \| San Paolo, 7 mag. 1980 \| San Paolo, 7 mag. 1980 \| San Paolo, 7 mag. 1980 \| San Paolo, 7 mag. 1980 \| \| ---------------------- \| ---------------------- \| ---------------------- \| ---------------------- \| \| Guarani \| - \| América-RJ \| 3-2 \| |   |            |     |
| Spareggio |   |            |     |
| San Paolo, 7 mag. 1980 |   |            |     |
| Guarani | - | América-RJ | 3-2 |

#### Classifica
| Pos. | Squadra    | Pt | G | V | N | P | GF | GS | DR |
| ---- | ---------- | -- | - | - | - | - | -- | -- | -- |
| 1    | Santos     | 7  | 6 | 3 | 1 | 2 | 9  | 5  | +4 |
| 2    | Guarani    | 6  | 6 | 2 | 2 | 2 | 5  | 6  | -1 |
| 3    | America-RJ | 6  | 6 | 2 | 2 | 2 | 5  | 6  | -1 |
| 4    | Joinville  | 5  | 6 | 1 | 3 | 2 | 5  | 7  | -2 |

#### Verdetti
- Santos e Guarani qualificati al terzo turno.

### Gruppo J

#### Risultati
| 1ª giornata | 1ª giornata | 1ª giornata       | 1ª giornata       | 1ª giornata       |
| 6 apr. 1980 | 6 apr. 1980 | 20 e 21 apr. 1980 | 20 e 21 apr. 1980 | 20 e 21 apr. 1980 |
| ----------- | ----------- | ----------------- | ----------------- | ----------------- |
| 2-3         | Palmeiras   | -                 | Bangu             | 1-0               |
| 0-0         | Santa Cruz  | -                 | Flamengo          | 1-2               |

| 2ª giornata  | 2ª giornata  | 2ª giornata | 2ª giornata  | 2ª giornata  |
| 13 apr. 1980 | 13 apr. 1980 |             | 27 apr. 1980 | 27 apr. 1980 |
| ------------ | ------------ | ----------- | ------------ | ------------ |
| 1-1          | Bangu        | -           | Santa Cruz   | 1-4          |
| 6-2          | Flamengo     | -           | Palmeiras    | 2-2          |

| 3ª giornata  | 3ª giornata  | 3ª giornata | 3ª giornata | 3ª giornata |
| 16 apr. 1980 | 16 apr. 1980 |             | 4 mag. 1980 | 4 mag. 1980 |
| ------------ | ------------ | ----------- | ----------- | ----------- |
| 2-1          | Flamengo     | -           | Bangu       | 3-0         |
| 1-0          | Palmeiras    | -           | Santa Cruz  | 2-2         |

#### Classifica
| Pos. | Squadra    | Pt | G | V | N | P | GF | GS | DR |
| ---- | ---------- | -- | - | - | - | - | -- | -- | -- |
| 1    | Flamengo   | 10 | 6 | 4 | 2 | 0 | 15 | 6  | +9 |
| 2    | Palmeiras  | 6  | 6 | 2 | 2 | 2 | 10 | 13 | -3 |
| 3    | Santa Cruz | 5  | 6 | 1 | 3 | 2 | 8  | 7  | +1 |
| 4    | Bangu      | 3  | 6 | 1 | 1 | 4 | 6  | 13 | -7 |

#### Verdetti
- Flamengo e Palmeiras qualificati al terzo turno.

### Gruppo K

#### Risultati
| 1ª giornata | 1ª giornata | 1ª giornata | 1ª giornata  | 1ª giornata  |
| 6 apr. 1980 | 6 apr. 1980 |             | 20 apr. 1980 | 20 apr. 1980 |
| ----------- | ----------- | ----------- | ------------ | ------------ |
| 3-1         | Desportiva  | -           | Ferroviário  | 1-0          |
| 0-1         | Remo        | -           | Coritiba     | 0-1          |

| 2ª giornata       | 2ª giornata       | 2ª giornata       | 2ª giornata | 2ª giornata |
| 12 e 13 apr. 1980 | 12 e 13 apr. 1980 | 12 e 13 apr. 1980 | 4 mag. 1980 | 4 mag. 1980 |
| ----------------- | ----------------- | ----------------- | ----------- | ----------- |
| 0-0               | Ferroviário       | -                 | Remo        | 1-2         |
| 0-0               | Desportiva        | -                 | Coritiba    | 1-7         |

| 3ª giornata  | 3ª giornata  | 3ª giornata       | 3ª giornata       | 3ª giornata       |
| 16 apr. 1980 | 16 apr. 1980 | 26 e 27 apr. 1980 | 26 e 27 apr. 1980 | 26 e 27 apr. 1980 |
| ------------ | ------------ | ----------------- | ----------------- | ----------------- |
| 7-1          | Coritiba     | -                 | Ferroviário       | 1-1               |
| 5-0          | Remo         | -                 | Desportiva        | 1-3               |

#### Classifica
| Pos. | Squadra        | Pt | G | V | N | P | GF | GS | DR  |
| ---- | -------------- | -- | - | - | - | - | -- | -- | --- |
| 1    | Coritiba       | 10 | 6 | 4 | 2 | 0 | 17 | 3  | +14 |
| 2    | Desportiva     | 7  | 6 | 3 | 1 | 2 | 8  | 14 | -6  |
| 3    | Remo           | 5  | 6 | 2 | 1 | 3 | 8  | 6  | +2  |
| 4    | Ferroviário-CE | 2  | 6 | 0 | 2 | 4 | 4  | 14 | -10 |

#### Verdetti
- Coritiba e Desportiva qualificati al terzo turno.

### Gruppo L

#### Risultati
| 1ª giornata | 1ª giornata | 1ª giornata | 1ª giornata  | 1ª giornata  |
| 5 apr. 1980 | 5 apr. 1980 |             | 20 apr. 1980 | 20 apr. 1980 |
| ----------- | ----------- | ----------- | ------------ | ------------ |
| 5-0         | Colorado    | -           | América-SP   | 0-2          |
| 0-2         | Grêmio      | -           | Ponte Preta  | 1-0          |

| 2ª giornata  | 2ª giornata  | 2ª giornata     | 2ª giornata     | 2ª giornata     |
| 13 apr. 1980 | 13 apr. 1980 | 3 e 4 mag. 1980 | 3 e 4 mag. 1980 | 3 e 4 mag. 1980 |
| ------------ | ------------ | --------------- | --------------- | --------------- |
| 0-1          | Colorado     | -               | Ponte Preta     | 2-0             |
| 1-3          | América-SP   | -               | Grêmio          | 0-5             |

| 3ª giornata  | 3ª giornata  | 3ª giornata | 3ª giornata  | 3ª giornata  |
| 16 apr. 1980 | 16 apr. 1980 |             | 27 apr. 1980 | 27 apr. 1980 |
| ------------ | ------------ | ----------- | ------------ | ------------ |
| 3-2          | Grêmio       | -           | Colorado     | 1-0          |
| 3-2          | Ponte Preta  | -           | América-SP   | 2-1          |

#### Classifica
| Pos. | Squadra     | Pt | G | V | N | P | GF | GS | DR  |
| ---- | ----------- | -- | - | - | - | - | -- | -- | --- |
| 1    | Grêmio      | 10 | 6 | 5 | 0 | 1 | 13 | 5  | +8  |
| 2    | Ponte Preta | 8  | 6 | 4 | 0 | 2 | 8  | 6  | +2  |
| 3    | Colorado    | 4  | 6 | 2 | 0 | 4 | 9  | 7  | +2  |
| 4    | América-SP  | 2  | 6 | 1 | 0 | 5 | 6  | 18 | -12 |

#### Verdetti
- Grêmio e Ponte Preta qualificati al terzo turno.

## Terzo turno

### Gruppo M

#### Risultati
| 1ª giornata   | 1ª giornata  | 1ª giornata  | 1ª giornata  |
| 11 mag. 1980  | 11 mag. 1980 | 11 mag. 1980 | 11 mag. 1980 |
| ------------- | ------------ | ------------ | ------------ |
| San Paolo     | -            | Atlético-MG  | 0-0          |
| Vasco da Gama | -            | Fluminense   | 1-1          |

| 2ª giornata       | 2ª giornata       | 2ª giornata       | 2ª giornata       |
| 14 e 15 mag. 1980 | 14 e 15 mag. 1980 | 14 e 15 mag. 1980 | 14 e 15 mag. 1980 |
| ----------------- | ----------------- | ----------------- | ----------------- |
| Fluminense        | -                 | Atlético-MG       | 0-2               |
| Vasco da Gama     | -                 | San Paolo         | 2-1               |

| 3ª giornata  | 3ª giornata  | 3ª giornata   | 3ª giornata  |
| 18 mag. 1980 | 18 mag. 1980 | 18 mag. 1980  | 18 mag. 1980 |
| ------------ | ------------ | ------------- | ------------ |
| Atlético-MG  | -            | Vasco da Gama | 0-0          |
| San Paolo    | -            | Fluminense    | 3-2          |

#### Classifica
| Pos. | Squadra          | Pt | G | V | N | P | GF | GS | DR |
| ---- | ---------------- | -- | - | - | - | - | -- | -- | -- |
| 1    | Atlético Mineiro | 4  | 3 | 1 | 2 | 0 | 2  | 0  | +2 |
| 2    | Vasco da Gama    | 4  | 3 | 1 | 2 | 0 | 3  | 2  | +1 |
| 3    | San Paolo        | 3  | 3 | 1 | 1 | 1 | 4  | 4  | 0  |
| 4    | Fluminense       | 1  | 3 | 0 | 1 | 2 | 3  | 6  | -3 |

#### Verdetti
- Atlético Mineiro qualificato alle semifinali.

### Gruppo N

#### Risultati
| 1ª giornata  | 1ª giornata  | 1ª giornata   | 1ª giornata  |
| 11 mag. 1980 | 11 mag. 1980 | 11 mag. 1980  | 11 mag. 1980 |
| ------------ | ------------ | ------------- | ------------ |
| Cruzeiro     | -            | Palmeiras     | 0-0          |
| Guarani      | -            | Internacional | 1-2          |

| 2ª giornata       | 2ª giornata       | 2ª giornata       | 2ª giornata       |
| 14 e 15 mag. 1980 | 14 e 15 mag. 1980 | 14 e 15 mag. 1980 | 14 e 15 mag. 1980 |
| ----------------- | ----------------- | ----------------- | ----------------- |
| Internacional     | -                 | Palmeiras         | 2-1               |
| Cruzeiro          | -                 | Guarani           | 0-2               |

| 3ª giornata   | 3ª giornata  | 3ª giornata  | 3ª giornata  |
| 18 mag. 1980  | 18 mag. 1980 | 18 mag. 1980 | 18 mag. 1980 |
| ------------- | ------------ | ------------ | ------------ |
| Internacional | -            | Cruzeiro     | 1-0          |
| Palmeiras     | -            | Guarani      | 0-0          |

#### Classifica
| Pos. | Squadra       | Pt | G | V | N | P | GF | GS | DR |
| ---- | ------------- | -- | - | - | - | - | -- | -- | -- |
| 1    | Internacional | 6  | 3 | 3 | 0 | 0 | 5  | 2  | +3 |
| 2    | Guarani       | 3  | 3 | 1 | 1 | 1 | 3  | 2  | +1 |
| 3    | Palmeiras     | 2  | 3 | 0 | 2 | 1 | 1  | 2  | -1 |
| 4    | Cruzeiro      | 1  | 3 | 0 | 1 | 2 | 0  | 3  | -3 |

#### Verdetti
- Internacional qualificato alle semifinali.

### Gruppo O

#### Risultati
| 1ª giornata  | 1ª giornata  | 1ª giornata  | 1ª giornata  |
| 10 mag. 1980 | 10 mag. 1980 | 10 mag. 1980 | 10 mag. 1980 |
| ------------ | ------------ | ------------ | ------------ |
| Flamengo     | -            | Desportiva   | 3-0          |
| Santos       | -            | Ponte Preta  | 3-0          |

| 2ª giornata       | 2ª giornata       | 2ª giornata       | 2ª giornata       |
| 14 e 15 mag. 1980 | 14 e 15 mag. 1980 | 14 e 15 mag. 1980 | 14 e 15 mag. 1980 |
| ----------------- | ----------------- | ----------------- | ----------------- |
| Ponte Preta       | -                 | Flamengo          | 1-1               |
| Santos            | -                 | Desportiva        | 0-0               |

| 3ª giornata  | 3ª giornata  | 3ª giornata  | 3ª giornata  |
| 18 mag. 1980 | 18 mag. 1980 | 18 mag. 1980 | 18 mag. 1980 |
| ------------ | ------------ | ------------ | ------------ |
| Desportiva   | -            | Ponte Preta  | 2-1          |
| Flamengo     | -            | Santos       | 2-0          |

#### Classifica
| Pos. | Squadra     | Pt | G | V | N | P | GF | GS | DR |
| ---- | ----------- | -- | - | - | - | - | -- | -- | -- |
| 1    | Flamengo    | 5  | 3 | 2 | 1 | 0 | 6  | 1  | +5 |
| 2    | Santos      | 3  | 3 | 1 | 1 | 1 | 3  | 2  | +1 |
| 3    | Desportiva  | 3  | 3 | 1 | 1 | 1 | 2  | 4  | -2 |
| 4    | Ponte Preta | 1  | 3 | 0 | 1 | 2 | 2  | 6  | -4 |

#### Verdetti
- Flamengo qualificato alle semifinali.

### Gruppo P

#### Risultati
| 1ª giornata  | 1ª giornata  | 1ª giornata  | 1ª giornata  |
| 11 mag. 1980 | 11 mag. 1980 | 11 mag. 1980 | 11 mag. 1980 |
| ------------ | ------------ | ------------ | ------------ |
| Coritiba     | -            | Corinthians  | 1-0          |
| Grêmio       | -            | Botafogo     | 1-0          |

| 2ª giornata  | 2ª giornata  | 2ª giornata  | 2ª giornata  |
| 14 mag. 1980 | 14 mag. 1980 | 14 mag. 1980 | 14 mag. 1980 |
| ------------ | ------------ | ------------ | ------------ |
| Corinthians  | -            | Grêmio       | 5-0          |
| Coritiba     | -            | Botafogo     | 1-1          |

| 3ª giornata  | 3ª giornata  | 3ª giornata  | 3ª giornata  |
| 17 mag. 1980 | 17 mag. 1980 | 17 mag. 1980 | 17 mag. 1980 |
| ------------ | ------------ | ------------ | ------------ |
| Botafogo     | -            | Corinthians  | 1-1          |
| Grêmio       | -            | Coritiba     | 1-0          |

#### Classifica
| Pos. | Squadra     | Pt | G | V | N | P | GF | GS | DR |
| ---- | ----------- | -- | - | - | - | - | -- | -- | -- |
| 1    | Coritiba    | 4  | 3 | 2 | 0 | 1 | 2  | 1  | +1 |
| 2    | Grêmio      | 4  | 3 | 2 | 0 | 1 | 2  | 5  | -3 |
| 3    | Corinthians | 3  | 3 | 1 | 1 | 1 | 6  | 2  | +4 |
| 4    | Botafogo    | 1  | 3 | 0 | 1 | 2 | 1  | 3  | -2 |

#### Verdetti
- Coritiba qualificato alle semifinali.

## Fase finale
|  | Semifinali | Semifinali       | Semifinali | Semifinali | Semifinali |  |  | Finale           | Finale           | Finale | Finale | Finale |  |
|  |            |                  |            |            |            |  |  |                  |                  |        |        |        |  |
|  | M1         | Atlético Mineiro | 1          | 3          | 4          |  |  |                  |                  |        |        |        |  |
|  | N1         | Internacional    | 1          | 0          | 1          |  |  | Atlético Mineiro | Atlético Mineiro | 1      | 2      | 3      |  |
|  | P1         | Coritiba         | 0          | 3          | 3          |  |  | Flamengo         | Flamengo         | 0      | 3      | 3      |  |
|  | O1         | Flamengo         | 2          | 4          | 6          |  |  |                  |                  |        |        |        |  |

### Semifinali

#### Andata
| Arbitro: | Wright |

|              |           |          |
| Reinaldo 40’ | Marcatori | 53’ Cléo |

| Arbitro: | Aragão |

|  |           |              |
|  | Marcatori | 24’ 59’ Zico |

#### Ritorno
| Arbitro: | Morgado |

|  |           |                           |
|  | Marcatori | 17’ Reinaldo 45’ 90’ Éder |

| Arbitro: | Rosa Martins |

|                                              |           |                                             |
| Nunes 32’ 36’ Carlos Alberto 39’ Anselmo 72’ | Marcatori | 20’ Vilson Tadei 29’ Aladim 89’ Luís Freire |

### Finale

#### Andata
| Arbitro: | Arppi Filho |

| |            | |
| Reinaldo 55’ | Marcatori  | |
| · João Leite P · Orlando D · Marcus Vinícius D · Osmar Guarnelli D · Luizinho D · Jorge Valença D · Chicão C · Toninho Cerezo C · Palhinha C · Pedrinho A · Reinaldo A · Éder A | Formazioni | · P Raul · D Carlos Alberto · D Rondinelli · D Nélson · D Marinho · D Júnior · C Andrade · C Carpegiani · C Tita · A Reinaldo · A Nunes · A Carlos Henrique · A Anselmo |
| Procópio Cardoso | Allenatori | Cláudio Coutinho |

#### Ritorno
| Arbitro: | Aragão |

| |            | |
| Nunes 7’ 82’ Zico 44’ | Marcatori  | 8’ 66’ Reinaldo |
| · Raul P · Toninho D · Manguito D · Marinho D · Júnior D · Andrade C · Carpegiani C · Adílio C · Zico C · Tita A · Nunes A · Júlio César A · Carlos Alberto D | Formazioni | · P João Leite · D Orlando · D Silvestre · D Osmar Guarnelli · D Luizinho · A Geraldo · D Jorge Valença · C Chicão · C Toninho Cerezo · C Palhinha · A Pedrinho · A Reinaldo · A Éder |
| Cláudio Coutinho | Allenatori | Procópio Cardoso |

### Verdetti
- Flamengo campione del Brasile 1980.[3]
- Flamengo e Atlético Mineiro qualificati per la Coppa Libertadores 1981.

## Classifica marcatori
| Pos. | Giocatore        | Squadra          | Gol |
| ---- | ---------------- | ---------------- | --- |
| 1    | Zico             | Flamengo         | 21  |
| 2    | Baltazar         | Grêmio           | 14  |
| 2    | Bira             | Internacional    | 14  |
| 4    | Sócrates         | Corinthians      | 13  |
| 5    | Serginho Chulapa | San Paolo        | 12  |
| 6    | Freitas          | Coritiba         | 11  |
| 6    | Reinaldo         | Atlético Mineiro | 11  |
| 7    | Botelho          | Desportiva       | 10  |
| 7    | Éder             | Atlético Mineiro | 10  |
| 7    | Geraldão         | Corinthians      | 10  |
| 7    | Zé Carlos        | Joinville        | 10  |